# Amtsgericht Nossen
Das Amtsgericht Nossen war ein Gericht der ordentlichen Gerichtsbarkeit und ein Amtsgericht in Sachsen mit Sitz in Nossen.

## Geschichte
In Nossen bestand bis 1879 das Gerichtsamt Nossen als Eingangsgericht. Im Rahmen der Reichsjustizgesetze wurden 1879 im Königreich Sachsen die Gerichtsämter aufgehoben und Amtsgerichte, darunter das Amtsgericht Nossen, geschaffen. Der Gerichtssprengel umfasste Nossen, Abend, Altchoren, Augustusberg, Bieberstein, Bodenbach mit Neubodenbach, Breitenbach mit Steiermühle und Beiermühle, Burkersdorf, Deutschenbora, Dittmannsdorf bei Nossen, Drehfeld, Elgersdorf, Gallschütz, Göltzscha, Gohla, Gotthelf-Friedrichsgrund (Neudörfchen), Gruna mit Bausdorf (Paulsdorf), Hirschfeld mit Moritzthal, Höfchen (Alt- und Neu-), Hohentanne mit Haidehäusern und Teichhäusern, Ilkendorf, Ilkendorfer Lehden, Karcha, Katzenberg, Klessig, Kreißa, Leschen mit Neuleschen, Lüttewitz bei Nossen mit Thal, Mahlitzsch, Maltitz, Markritz, Mergenthal, Mutzschwitz mit Neumutzschwitz, Neuchoren, Niedereula, Niedertoppschädel, Noßlitz, Obereula, Obergruna mit gesegnete Bergmannshoffnung und Hammerwerk, Oberstößwitz, Obertoppschädel, Petersberg, Pinnewitz, Priesen, Radewitz, Raußlitz mit Ottenbach, Reinsberg (Nieder- und Ober-) mit Immanuel-Erbstollen, Rhäsa, Rüsseina, Saultitz mit Grabischauhaus und Grabischaumühle, Schrebitz, Siebenlehn, Stahna, Starbach, Wendischbora mit Vorwerkshäusern, Wetterwitz mit Holzecke, Wolfsgrün, Wolkau, Zella mit Kummersheim, Zetta und das Marbacher Forstrevier. Das Amtsgericht Nossen war eines von 15 Amtsgerichten im Bezirk des Landgerichtes Freiberg. Der Amtsgerichtsbezirk umfasste danach 18.630 Einwohner. Das Gericht hatte damals zwei Richterstellen und war ein mittelgroßes Amtsgerichte im Landgerichtsbezirk.
Mit den Durchführungsbestimmungen zur Vereinfachung der Gerichtsorganisation im Land Sachsen vom 28. Mai 1951 zur Verordnung vom 5. Mai 1951 wurde das Amtsgericht Nossen zum Zweiggericht heruntergestuft. Mit dem Gerichtsverfassungsgesetz vom 2. Oktober 1952 wurde das Amtsgericht Nossen in der DDR aufgehoben und das Kreisgericht Meißen mit Sitz in Meißen an seiner Stelle eingerichtet. Gerichtssprengel war nun der Kreis Meißen.